# Maksymilian Pluciński
Maksymilian Pluciński (ur. 10 września 1877 w Buczu, zm. 22 października 1964 w Poznaniu) – polski rzemieślnik, kupiec, polityk, działacz społeczny i samorządowy, powstaniec wielkopolski, radny Poznania, senator II kadencji w II RP z ramienia Związku Ludowo-Narodowego.

## Życiorys
Ukończył szkołę podstawową. W 1902 przyjechał do Poznania i otworzył warsztat siodlarsko-rymarski. W 1910 został skarbnikiem Towarzystwa Młodych Przemysłowców w Poznaniu. Przeniósł się następnie w 1912 do Strzelna, gdzie prowadził warsztat i sklep. Działał w Polskim Związku Narodowym powołanym przez Ligę Narodową. Brał udział w kampaniach wyborczych do Reichstagu. Podczas powstania wielkopolskiego uczestniczył w walkach o wyzwolenie Strzelna.
W okresie międzywojennym był prezesem Okręgowego Związku Towarzystw Właścicieli Domów i Nieruchomości w województwie poznańskim, jak również wiceprzewodniczącym Związku Zrzeszenia Własności Nieruchomej Miejskiej w Polsce. Był współzałożycielem, członkiem zarządu i rady nadzorczej Zachodnio-Polskiego Towarzystwa Kredytu Miejskiego. Działał w Polskim Towarzystwie Gimnastycznym „Sokół”. W latach 1922-1939 z ramienia Narodowej Demokracji zasiadał w Radzie Miejskiej Poznania. Pracował w komisjach: wojskowo-lekarskiej, finansowo-budowlanej, wyborczej, podatkowej i gruntowej dla majątku Naramowice. Uczestniczył także w pracach komitetu rozbudowy miasta. Zasiadał w Klubie Narodowym, którego od 1933 był skarbnikiem. Był również radcą honorowym. Z ramienia Stronnictwa Narodowego został wybrany do Poznańskiego Sejmiku Wojewódzkiego, w którym zasiadał w latach 1935-1938. W Sejmiku był członkiem wydziału wykonawczego i komisji budżetowo-finansowej. Podczas zamachu stanu w 1926 wchodził w skład Komitetu Wojewódzkiego Organizacji Obrony Państwa w Poznaniu. W maju 1927 uległ wypadkowi samochodowemu. Doznał lekkich obrażeń.
W wyborach w 1928 kandydował bezskutecznie z listy nr 24 (Blok Katolicko-Narodowy) w okręgu wyborczym obejmującym województwo poznańskie. 6 marca 1930 objął mandat senatorski w miejsce Witolda Hedingera, który zrzekł się mandatu. W Senacie był członkiem klubu Związku Ludowo-Narodowego.
Po wybuchu II wojny światowej, we wrześniu 1939 został zatrzymany przez Niemców jako zakładnik i osadzony w Forcie VII. Został zwolniony 3 grudnia 1939. Dwa dni później wysiedlono go do Ostrowca Świętokrzyskiego. W marcu 1945 wrócił do Poznania. Nie prowadził już działalności publicznej.
Zmarł 22 października 1964 w Poznaniu. Został pochowany na cmentarzu parafialnym św. Jana Vianneya w Poznaniu (kwatera św. Anny-7-9).

## Rodzina
Był synem Kacpra, ogrodnika, i Magdaleny z Witkiewiczów. W 1902 w Poznaniu ożenił się z Józefą z Michalskich, z którą miał dwie córki: Helenę i Reginę Marię po mężu Górecką. 